# Charles P. Boyle
Pour les articles homonymes, voir Boyle.
Charles P. Boyle (26 juillet 1892, Illinois - 28 mai 1968, Los Angeles, Californie) était un directeur de la photographie américain.

## Biographie
Son premier crédit de caméraman date de 1925 et trois ans plus tard il est le directeur de la photographie de l'une des comédies les plus populaires du cinéma muet Tillie's Punctured Romance.
Il est nommé réalisateur sur la seconde équipe du film à gros budget d'Errol Flynn Les Aventures de Robin des Bois en 1938 et de la photographie additionnelle sur Duel au soleil en 1946.
Il est nommé pour l'Oscar de la meilleure photographie en 1945 pour son travail sur la comédie musicale de Gene Kelly musical Escale à Hollywood.
Dans les années 1940 et 1950, il travaille pour le studio Disney sur les scènes en prise de vue réelles de plusieurs films dont Coquin de printemps (1947), Davy Crockett, roi des trappeurs (1955) et Fidèle Vagabond (1957), sa dernière œuvre.

## Filmographie partielle
- 1926 : We're in the Navy Now de A. Edward Sutherland
- 1938 : Les Aventures de Robin des Bois
- 1942 : Mabok, l'éléphant du diable
- 1945 : : La Taverne du cheval rouge
- 1945 : Escale à Hollywood
- 1946 : Duel au soleil
- 1947 : Coquin de printemps
- 1951 : Tomahawk
- 1951 : Le Signe des renégats (Mark of the Renegade) d'Hugo Fregonese
- 1952 : Le Traître du Texas (Horizons West), de Budd Boetticher
- 1952 : À feu et à sang
- 1952 : Passage interdit ou La révolte gronde (Untamed Frontier) d'Hugo Fregonese
- 1953 : La Cité sous la mer
- 1955 : Davy Crockett, roi des trappeurs
- 1956 : L'Infernale Poursuite
- 1957 :  Fidèle Vagabond